# かに座ゼータ星
かに座ζ星 (ζ Cnc / ζ Cancri) は、少なくとも4つの恒星から構成されるかに座の恒星系である。

## 概要
かに座ζ星は黄道面の付近にあるため、月や稀に惑星による掩蔽が観測されることがある。
かに座ζ星系には、2つの連星系かに座ζ1星とかに座ζ2星が含まれ、地球からは7.7秒離れて見える。これらの2つの連星系は、平均距離197au（近点150au、遠点244au）の軌道で、互いの共通重心の周りを1,155年の周期で公転している。
かに座ζ1星を構成する2つの恒星は、かに座ζ星A、かに座ζ星Bとも呼ばれる。これらはどちらも黄白色のF型主系列星で、2008年の時点で、地球からは2つの恒星の間は1秒しか離れて見えず、分解して見るためには大型の望遠鏡が必要である。この距離は2020年まで広がると予想されている。軌道周期は59.6年である。
かに座ζ2星はかに座ζ星Cとも呼ばれ、黄色のG型主系列星と赤色矮星の2つの恒星からなる。2つの恒星は平均距離5auの軌道を17年の周期で互いに周っている。
かに座ζ星は小さな望遠鏡を用いると二重星のように見える。1756年にトビアス・マイヤーによって初めて2つの恒星として観測された。1781年にウィリアム・ハーシェルがかに座ζ1星自体が連星であることを発見し、三重連星であることが明らかになった。1831年にジョン・ハーシェルがかに座ζ1星の周りのかに座ζ2星の軌道の摂動に気づいた。これによりオットー・シュトルーベは1871年に、かに座ζ2星の主星の近傍を公転する伴星の存在を推定した。近年の観測によってこの4つめの恒星の存在が明らかとなり、さらに1つか2つの未知の恒星の存在も示唆されている。

## 識別
明るい3つの恒星はしばしば混同されるが、カタログではそれぞれ識別されているものもある。Griffinによって正しい対応付けがなされた。
| 恒星       | HR   | HD    | SAO   | HIP   |
| ---------- | ---- | ----- | ----- | ----- |
| かに座ζ星A | 3208 | 68257 | 97645 | 40167 |
| かに座ζ星B | 3209 | 68256 | 97645 | 40167 |
| かに座ζ星C | 3210 | 68255 | 97646 | 40167 |

## 名称
固有名の Tegmine は、ラテン語で「（カニの）殻」という意味の言葉に由来する。ルネサンス期にかに座についての議論で使われた言葉が、近年になってζ星の名称として使われるようになったものである。2016年9月12日、国際天文学連合の恒星の命名に関するワーキンググループ (Working Group on Star Names, WGSN) は、かに座ζ1星Aの固有名として Tegmine を正式に承認した。